# Bora! Bora! Bora!
Bora! Bora! Bora! è un singolo del gruppo musicale tedesco  Scooter, pubblicato nel 2017 come primo estratto dall'album Scooter Forever. Sotto molti aspetti, rappresenta un ritorno agli elementi popolari precedenti: lo stile jumpstyle, la scelta del titolo, il coinvolgimento del pubblico e il riarrangiamento di una loro canzone precedente, oltre al fatto che, dopo due anni e mezzo, è stato pubblicato anche su CD.

## Storia
Alla fine del 2016, gli Scooter annunciarono il 100% Scooter - 25 Years Wild & Wicked Tour per celebrare il 25º anniversario della fondazione del gruppo. A quel tempo, parlarono solo vagamente della possibilità di pubblicare un nuovo album entro la fine del 2017, senza nulla di concreto. Il primo maggio, su Instagram è stato caricato un breve video di un'esibizione in Svizzera, dove suonavano una canzone inedita, che ricordava molto The United Vibe dall'album The Ultimate Aural Orgasm.
L'11 maggio, sulla pagina ufficiale di Facebook degli Scooter è apparsa un'immagine con la scritta Bora! Bora! Bora!. L'annuncio ufficiale avvenne il giorno successivo, e venne comunicato che il singolo sarebbe stato pubblicato anche su CD, per la prima volta dopo un lungo periodo. Lo stile fu descritto come jumpstyle, anche se non è proprio così, sebbene somigli ai brani dell'album Jumping All Over the World. La musica continua sulla scia delle basi poste da Ace. Si è scoperto anche che il nuovo singolo era quello visto nel video, una cover di Catch The Fox di Den Harrow, pubblicata come singolo. 

## Tracce
1. Bora! Bora! Bora! – 3:13
2. Bora! Bora! Bora! (Extended Mix) – 4:00

## Altre versioni
Nel 2020, il brano è stato incluso nell'album live I Want You To Stream.

## Videoclip
Il videoclip, simile a quelli del periodo 2007-2008, è piuttosto semplice. La telecamera mostra principalmente H.P. Baxxter, mentre gli altri due membri appaiono solo brevemente. Ci sono anche ballerine e ballerini jumpstyle, che tornano dopo qualche anno di assenza (ma non i Sheffield Jumpers). Un piccolo ma divertente ruolo è interpretato da un cagnolino che si alza e balla su due zampe.